# Валь, Карл
Карл Валь (нем. Karl Wahl, 24 сентября 1892 года, Ален, Вюртемберг — 18 февраля 1981 года, Фатерштеттен близ Мюнхена) — член НСДАП, гауляйтер Швабии в 1928—1945 годах, обергруппенфюрер СС (с 1 августа 1944 года), член Академии германского права (с 7 декабря 1935 года).

## Биография
Карл Валь был младшим из 13-ти детей в семье машиниста и в юношеские годы выучился профессии слесаря. В 1910 году он на 2 года ушёл добровольцем в баварскую армию, во 2-й егерский батальон (Ашаффенбург). Затем Валь окончил санитарную школу.
С началом в 1914 году Первой мировой войны Карл Валь был в чине фельдфебеля призван на военную службу в качестве фронтового санитара, но уже в октябре он был тяжело ранен, и вернулся на фронт лишь в следующем году. В 1919 году, после окончания войны, Карл Валь стал руководителем основанной Фридрихом Гессингом больницы в Гёггингене. В 1922 году он вступил в НСДАП и в SA, стал руководителем SA Аугсбурга. Во время запрета НСДАП был членом народного блока. 26 февраля 1925 года, после восстановления НСДАП, вторично вступил в партию (получил партбилет № 9 803) и вскоре стал ортсгруппенляйтером, а затем крайсляйтером Аугсбурга. В 1928 году был избран членом баварского ландтага. 1 октября 1928 года, когда было сформировано гау Швабия, Карл Валь был назначен его гауляйтером. В 1931 году Валь основал в Швабии газету «Neue National-Zeitung» националистической направленности.
12 ноября 1933 года был избран членом (депутатом) немецкого Рейхстага от округа Верхняя Бавария — Швабия (нем.  Oberbayern-Schwaben). В 1934 году Роберт Лей предпринял попытку объединения гау Верхняя Бавария и Швабия: гауляйтером объединённого гау Верхняя Бавария — Швабия должен был стать гауляйтер Верхней Баварии Адольф Вагнер, а Валь должен был стать его заместителем. Но при поддержке Гитлера Валю удалось сохранить самостоятельность. 1 июня 1934 года Валь был назначен правительственным президентом Швабии. 27 августа 1934 года он вступил в SS (билет № 228 017), получив почётный чин (Ehrenführer) группенфюрера СС.
2 февраля 1942 года Карл Валь послал письмо Генриху Гиммлеру, в котором спрашивал, почему он, в отличие от остальных гауляйтеров-членов SS, таких, как Мурр, Заукель или Гильдебрандт, не был произведён в чин обергруппенфюрера. В своём ответе от 31 марта 1942 года Гиммлер писал, что это объясняется тем, что Валь не являлся, как остальные гауляйтеры, рейхсштатгальтером, то есть имперским наместником (нем.  Reichsstatthalter). 16 ноября 1942 года Валь был назначен имперским комиссаром обороны Швабии. Чин обергруппенфюрера SS он получил только 1 августа 1944 года.
28 апреля 1945 года американские войска без боя заняли столицу Швабии Аугсбург. Валь добровольно сдался им 10 мая, был взят под арест и интернирован. На Нюрнбергском судебном процессе Валь выступал как свидетель. Сам он 16 декабря 1948 года был приговорён к трём с половиной годам тюрьмы, причём 40 месяцев нахождения под арестом были ему в качестве наказания засчитаны. Его имущество было конфисковано. В это время он был физически ослаблен, и провёл несколько месяцев в больнице, поэтому освобождён он был только 23 сентября 1949 года.
Позднее Валь работал агентом в фирме по продаже отбелённых тканей, а с 1958 по 1968 годы — руководителем библиотеки при фирме «Messerschmitt AG» в Мюнхене.

## Примечание
1. 1 2  Karl Wahl // TracesOfWar
2. 1 2  Karl Wahl // Munzinger Personen (нем.)
3. ↑  Dienstaltersliste der Schutzstaffel der NSDAP, Stand vom 1. Dezember 1936 — 1936.
4. 1 2  https://verwaltungshandbuch.bavarikon.de/VWH/Wahl,_Karl
5. ↑  Залесский К. А. НСДАП. Власть в Третьем рейхе. — М.: Яуза, Эксмо, 2005, с. 85.